# Johann Jacob Lang (Theologe)
Johann Jacob Lang (* 25. Juli 1646 in Nürtingen; † 23. Februar 1690 in Stuttgart) war ein deutscher evangelischer Geistlicher und Kirchenlieddichter.

## Leben
Johann Jacob Lang, Sohn des Amts- und Stadtschreibers Johann Wendel Lang, wurde zunächst in Nürtingen vorgebildet, seit 1659 dann in Blaubeuren. Er wurde am 27. Januar 1662 an der Universität Tübingen immatrikuliert. Den Bakkalaureusgrad erhielt er am 3. September 1662, am 29. Oktober 1662 wurde er als Stipendiat am Tübinger Stift aufgenommen. Am 15. März 1665 wurde er in Tübingen zum Magister graduiert, danach wurde er als Vikar nach Tuttlingen berufen. Seit 1668 amtierte er als zweiter Präzeptor an der Klosterschule Hirsau.
Lang wurde 1672 in Göppingen Diakon. Ab 1678 hielt er geistliche Ämter in Stuttgart inne, zuerst war er Diakon bei St. Leonhard, 1681 wurde er Diakon der Spitalkirche und 1662 zweiter, im nächsten Jahr aber erster Diakon der Stiftskirche. Seit 1685 war er Stadtpfarrer von St. Leonhard.
In seinem Amt als Stadtpfarrer tat sich Lang durch Rhetorik und Tiefe der Rede hervor. Daher nannte man ihn auch den Stuttgarter Basilius. Außerdem kümmerte er sich eifrig um seine Gemeinde.
1690 wurde Lang zum Prälaten und Konsistorialrat berufen, starb aber, bevor er das Amt antreten konnte, im Alter von 43 Jahren. Seine letzten Wünsche waren, seiner Gemeinde solle gesagt werden, er sei Atheisten Feind, und bete darum, das Verderben abzuwenden. Sein Wahlspruch war „Nur beim Herrn - sagt man von mir - gibt es Rettung und Schutz. Beschämt kommen alle zu ihm, die sich ihm widersetzten.“ (Jes 45,24 )
Lang dichtete Kirchenlieder und ist dem Kreise von Dichtern aus Württemberg zuzurechnen, die dem Pietismus angehörten. Sein Lied Hilf, Helfer, hilf in Angst und Noth, du kannst es thun, du starker Gott wurde sehr verbreitet. Es entstand 1700, wurde aber von Carl von Raumer einem J. J. Lang in Baireuth zugeordnet, der als Konsistorialrat fungierte, aber 1731 geboren wurde.
Lang war mit der Witwe Euphrosyne Angelin (1640–1689), der Tochter des Hofpredigers und Hirsauer Prälaten Johann Schübel, verheiratet.

## Werke
- Defiderium oculorum dolentius ereptum. Eine Leichensermon aus Ezech. 24, 16 (Stuttgart 1682)
- Leichenpredigt auf den Herzog Georg Friedrich (Stuttgart 1686)
- Memoriale Davidis aus Ps. 25, 6. 7. Leichenpredigt (Stuttgart 1688)
- Leichenpredigt auf den Stiftsabenprediger M. Joh. Heinr. Schellenbaur den 13. December 1687 (Stuttgart 1691)
- Hilf, Helfer, hilf in Angst und Noth